# Наси, Гульельмо
Гульельмо Чиро Наси (итал. Guglielmo Ciro Nasi; 21 февраля 1879, Чивитавеккья — 21 сентября 1971) — итальянский генерал времён Второй мировой войны.

## Биография
Наси родился в 1879 году в Чивитавеккье. В 1924 году он стал командиром 3-го артиллерийского полка, с 1925 по 1928 был итальянским военным представителем в Париже. В 1928 году был отправлен в колонии в качестве главнокомандующего колониальными войсками. В 1934—1935 годах он был вице-губернатором Киренаики, в 1936—1939 — губернатором Харэра, в 1939—1940 — губернатором Шоа.
В апреле 1936 года во время второй итало-эфиопской войны Гульельмо Наси командовал левой колонной Южного фронта (командующий фронтом — Родольфо Грациани). После начала Второй мировой войны Наси возглавил в 1940 году итальянское завоевание Британского Сомалиленда, вынудив британские силы эвакуироваться морем в Аден. В 1941 году в результате британского контрнаступления Наси был вынужден отступить в укреплённый Гондэр. После того, как 6 июля капитулировали Амадей Савойский и Пьетро Гадзера, гарнизон под командованием Наси остался последней итальянской частью в Восточной Африке, продолжающей боевые действия, а он сам — вице-королём и генерал-губернатором Итальянской Восточной Африки. Гульельмо Наси сдался в Гондэре лишь 28 ноября 1941 года, и был отправлен в лагерь для военнопленных в Кению.
В 1945 году Гульельмо Наси вернулся в Италию. В 1949 году он был назначен специальным комиссаром в Итальянское Сомали, в том же году превратившееся в подопечную территорию ООН.
Гульельмо Наси скончался в 1971 году.